# Österrikes olympiska kommitté
Österrikes olympiska kommitté (Österreichisches Olympisches Comité (ÖOC på Tyska) är en ideell organisation som representerar Österrikiska idrottare i IOK. Kommittén bildades 1908 och erkändes av IOK 1912. ÖOC representerar de olika österrikiska städer som ansöker om olympiska spel.
ÖOC:s högkvarter finns i Wien.